# Qélé, Qélé
Chansons représentant l'Arménie au Concours Eurovision de la chanson
Anytime You Need
(2007) Jan Jan
(2009)
Qélé, Qélé (retranscrit en alphabet arménien: Քելե Քելե; littéralement en français : Viens, viens) est une chanson de la chanteuse arménienne Sirusho et composée par H. A. Der-Hovagimian. Elle est chantée en anglais et en arménien et représente l'Arménie au Concours Eurovision de la chanson 2008.

## Histoire
Après la composition initiale et la suggestion du thème principal (« Qélé, Qélé » qui, en arménien familier se traduit par « Viens, Viens ») par le compositeur  et producteur H. A. Der-Hovagimian, les paroles ont été écrites par l'artiste Sirusho elle-même. « Qélé, Qélé » a remporté la finale nationale arménienne, le 8 mars 2008.
La chanson a participé à la première demi-finale du Concours Eurovision de la chanson 2008, le 20 mai, où elle termine à la 2e place avec 139 points et s'est qualifiée pour la finale, ayant lieu le 24 mai. La chanson termine à la 4e position avec 199 points, et a reçu le plus de 12 points, huit au total, dans la compétition.
Avec ce titre, l'Arménie se place à la plus haute position (en 10 ans de compétition), et reçoit un nombre de points record des participations de l'Arménie à l'Eurovision jusqu'à l'année 2016 (En 2016, la chanson « LoveWave » de Iveta Mukuchyan représentant l'Arménie réussit à obtenir 249 points avec le nouveau système de vote).
La télévision arménienne a décidé d'envoyer quelques copies d'un pack spécial CD/DVD pour promouvoir la chanson (incluant une version originale karaoke, le remix du Yerevan club, et un vidéo clip). Cet objet est devenu extrêmement rare à obtenir et de collection parmi les fans de l'Eurovision.
La chanson devint immédiatement très populaire dans les zones grécophone, y compris le « Yerevan Remix » dans les discothèques grecques et chypriotes. Elle a également été jouée fréquemment à la radio grecque de Londres au Royaume-Uni, et a été en vedette dans un épisode de la série télévisée grecque et chypriote X Factor.

## Formats et listes de pistes
Pack promotionnel CD/DVD
CD:
1. "Qélé, Qélé" (Eurovision Edit)
2. "Qélé, Qélé" (Yerevan Remix Edit)
3. "Qélé, Qélé" (Yerevan Club Mix)
4. "Qélé, Qélé" (Karaoke Version)

DVD:
1. "Qélé, Qélé" (Music Video)

Toutes les versions sont produites par DerHova